# Plebejus angelus
Plebejus angelus är en fjärilsart som beskrevs av Gunder 1929. Plebejus angelus ingår i släktet Plebejus och familjen juvelvingar. Inga underarter finns listade i Catalogue of Life.